# László B. Nagy
Dans le nom hongrois B. Nagy László, le nom de famille précède le prénom, mais cet article utilise l’ordre habituel en français László B. Nagy, où le prénom précède le nom.
Pour les articles homonymes, voir László Nagy et Nagy.
 (novembre 2017).
Si vous disposez d'ouvrages ou d'articles de référence ou si vous connaissez des sites web de qualité traitant du thème abordé ici, merci de compléter l'article en donnant les références utiles à sa vérifiabilité et en les liant à la section « Notes et références ».
László B. Nagy, né le 9 février 1958 à Szeged, est une personnalité politique hongroise, député à l'Assemblée hongroise, membre du groupe Fidesz-KDNP.